# Torbiel śliwek

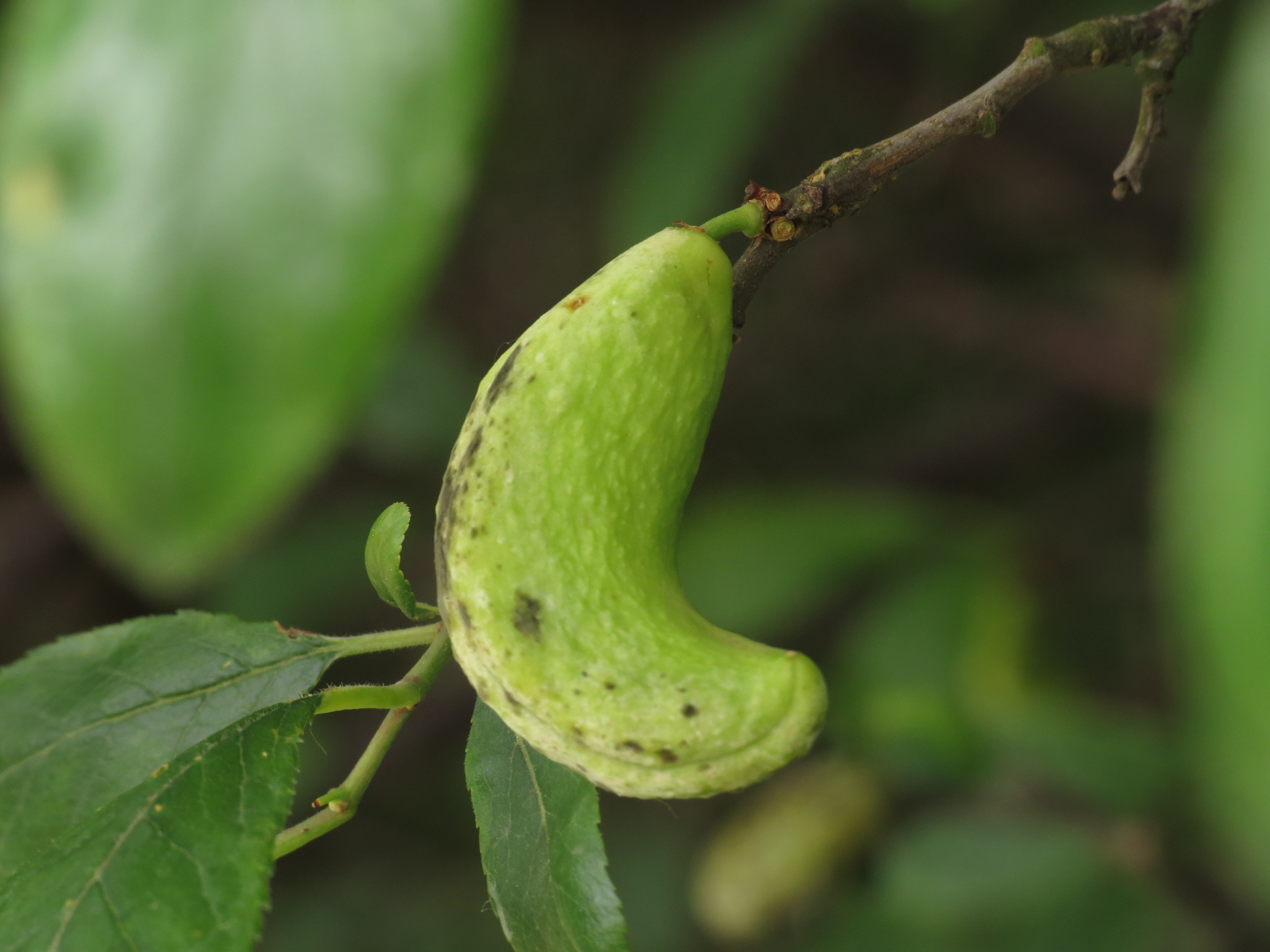
Zniekształcona śliwka (torbiel)

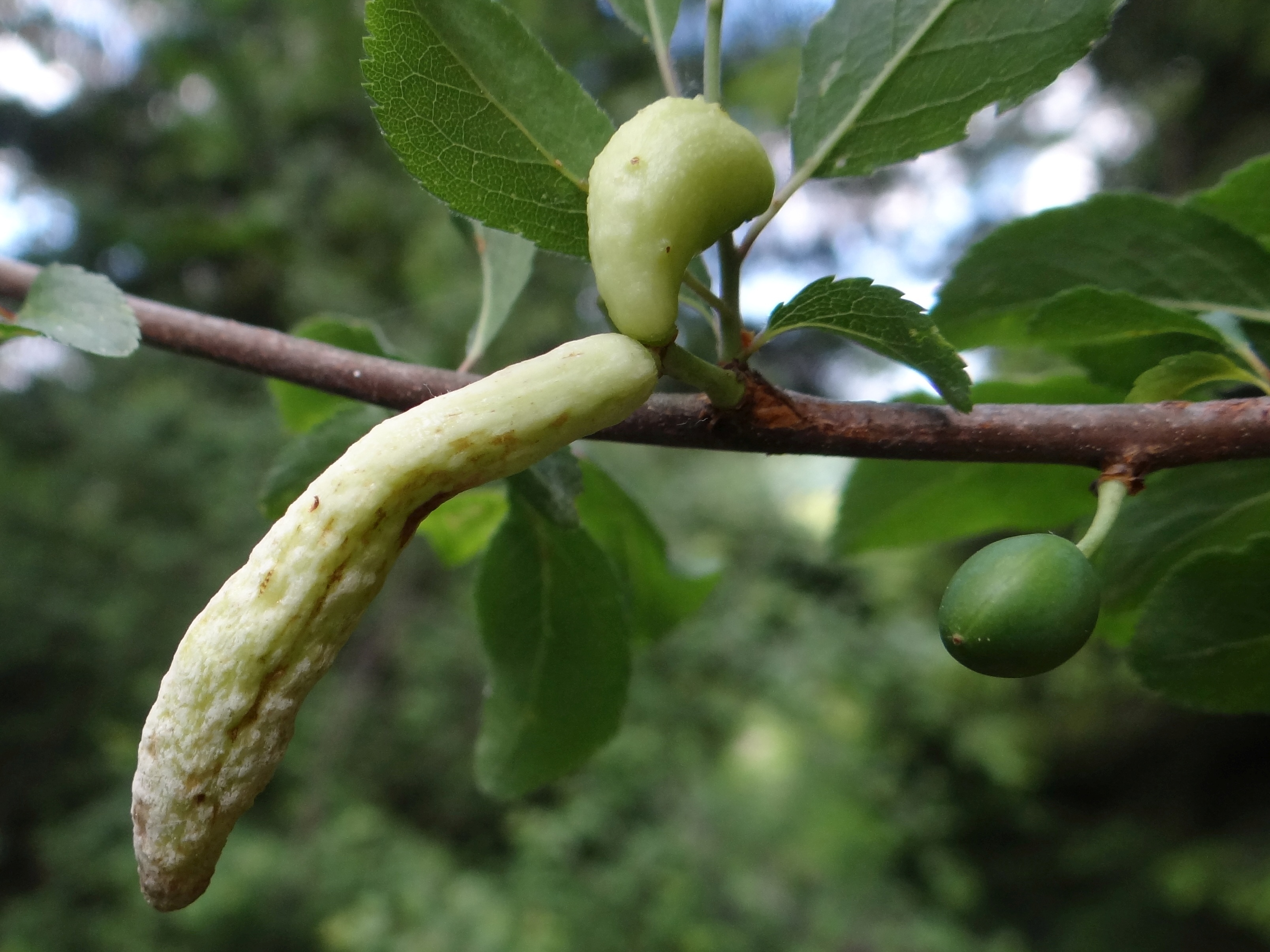
Torbel owoców śliwy tarniny

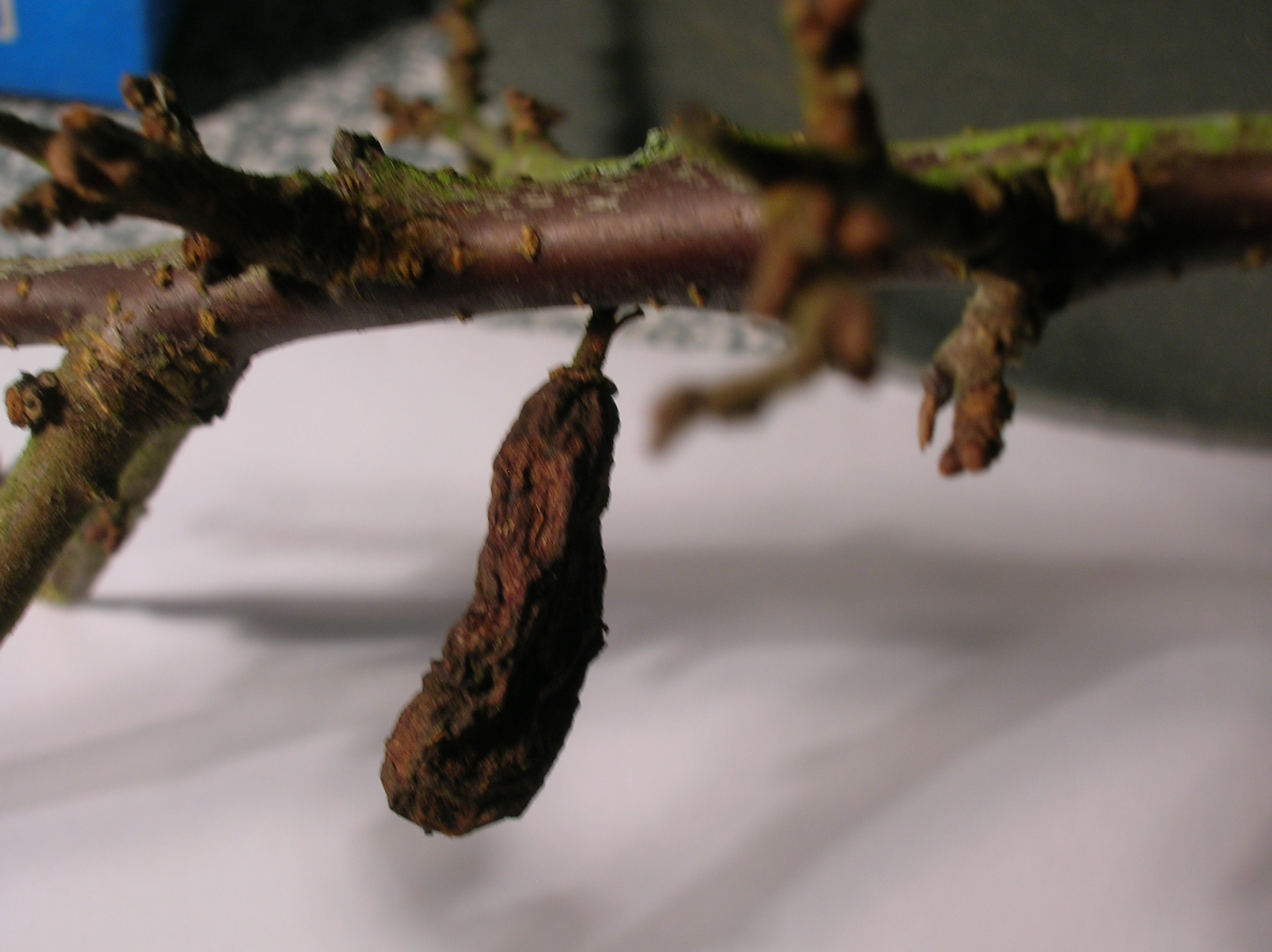
Mumia powstała z torbieli

Torbiel śliwek lub torbiel śliwy – grzybowa choroba roślin wywoływana przez grzyba Taphrina pruni.

## Występowanie i szkodliwość
Występuje wyłącznie na śliwach (Pruni) i znana jest we wszystkich rejonach na świecie, w których uprawia się te rośliny. W Polsce występuje często, zwłaszcza w rejonach kraju o dużej ilości opadów. Częsta jest więc w rejonach podgórskich, gdzie uprawa śliw jest popularna. W dużym nasileniu występuje także w rejonach nadmorskich. Szczególne nasilenie choroby występuje w latach charakteryzujących się dużą wilgotnością i dużymi opadami.
Jest to choroba o dużej szkodliwości, porażone przez nią owoce są całkowicie bezużyteczne – nie nadają się ani do bezpośredniego spożycia, ani na przetwory. Choroba występuje nie tylko na uprawianych odmianach śliw, ale także na dziko rosnącej śliwie tarninie.

## Objawy
Choroba poraża niemal wyłącznie owoce. Tylko bardzo rzadko zdarza się, że ulegają jej także szczytowe części pędów. Pierwsze objawy choroby występują już w 3–4 tygodnie po kwitnieniu na zawiązkach owoców. Owoce te rosną szybciej niż normalne i ulegają bardzo dużym zniekształceniom. Są jaśniejsze, spłaszczone, wydłużone i wygięte oraz nie posiadają pestek, a ich miękisz jest skórzasty i niesmaczny. Takie zniekształcone owoce nazywane są torbielami. Na ich powierzchni pojawia się delikatny nalot. Jest to warstwa worków, w których wytwarzane są zarodniki. Torbiele stopniowo ciemnieją, potem gniją i opadają.

## Ochrona
Torbiele należy usuwać z drzew, wskazane jest także usuwanie ich z ziemi pod drzewami – powstające na nich zarodniki rozprzestrzeniają bowiem chorobę. Nie wystarczy to jednak – niezbędna jest ochrona chemiczna. Należy wykonać opryskiwanie drzew fungicydami. Wykonuje się to w fazie nabrzmiewania pąków oraz w fazie białego pąka. Zaleca się preparaty miedziowe (Miedzian) oraz dodynowe w podwyższonym stężeniu.